# Gewerkschaft der Sozialversicherung
Die Gewerkschaft der Sozialversicherung (GdS) organisiert Beschäftigte aus den Bereichen der Sozialversicherung (Krankenversicherung, Rentenversicherung, gesetzlichen Unfallversicherung und der Arbeitslosenversicherung). Sie hat etwa 40.000 Mitglieder. Die GdS ist Mitglied im DBB Beamtenbund und Tarifunion. Die Gewerkschaft hat 16 Landesverbände und darunter Bezirks-, Regional-, Kreis- und Ortsverbände. Ihr Sitz ist in Bonn.

## Geschichte
Der Ursprung der heutigen GdS ist bereits im 19. Jahrhundert, ausgelöst durch die Kaiserliche Botschaft, mit der die Sozialversicherung in Deutschland eingeführt wurde, gelegt worden. Die Bediensteten der Sozialversicherungsträger haben sich in gleich mehreren Gründungen von Beamten- und Angestelltenverbänden in der Kranken- und Unfallversicherung organisiert. Die erste Gründung erfolgte am 24. August 1890 mit dem Verein der Krankenkassen- und Berufsgenossenschaftsbeamten in Rheinland und Westfalen. Weitere Zusammenschlüsse von Mitarbeitern der Sozialversicherungsträger erfolgten in kurzen Abständen in ganz Deutschland. In den folgenden 90 Jahren gab es immer wieder Neugründungen und Fusionen sowie Namensänderungen. Die GdS ging 1979 aus einer Fusion des Bundes der Sozialversicherungs-Beamten und Angestellten (BSBA) im dbb (1950) und des Verbands der Beamten und Angestellten der gesetzlichen Unfallversicherung (Verbaruv) hervor.

## Organisationsbereiche
- Arbeitslosenversicherung
  - Bundesagentur für Arbeit

- Gesetzliche Rentenversicherung
  - Deutsche Rentenversicherung Bund
  - Deutsche Rentenversicherung Knappschaft-Bahn-See
  - Deutsche Rentenversicherung Regionalträger

- Krankenversicherung
  - Allgemeine Ortskrankenkassen (AOK)
  - Betriebskrankenkassen (BKK)
  - Innungskrankenkassen (IKK)

- Sonstige Sozialversicherungsträger
  - gewerbliche Berufsgenossenschaften (BG)
  - Unfallkassen
  - Sozialversicherung für Landwirtschaft, Forsten und Gartenbau
  - Medizinischer Dienst  (MD)

In der Organisationsstruktur gibt es Überschneidungen mit anderen dbb Gewerkschaften, so im Bereich der Bundesagentur für Arbeit mit der Vbba – Gewerkschaft Arbeit und Soziales. Im Bereich der DRV Knappschaft-Bahn-See war auch die Verkehrsgewerkschaft GDBA aktiv; das hat sich durch den Zusammenschluss der GDBA mit der Gewerkschaft Transnet aber erledigt.
Neben ihrer Bundesgeschäftsstelle in Bonn betreibt die GdS regionale Geschäftsstellen in Berlin, Dortmund und Schonungen (bei Schweinfurt).

## Positionen
Als Fachgewerkschaft beschäftigte sich die GdS insbesondere mit der Gesundheitsreform 2007 und der Neuorganisation der gesetzlichen Krankenversicherung durch die Einführung des Gesundheitsfonds. Sie befasste sich aber auch mit der Organisationsreform in der gesetzlichen Rentenversicherung (Neuordnung als Deutsche Rentenversicherung), mit der Organisationsreform in der gesetzlichen Unfallversicherung (Neuordnung als Deutsche Gesetzliche Unfallversicherung) und der Organisationsreform bei den Arbeitsagenturen.

## Jugend
Zur Förderung der Jugendarbeit besteht die GdS-Jugend. Sie ist der Zusammenschluss der jugendlichen Mitglieder der GdS bis zur Vollendung des 30. Lebensjahres. Für die Organisation sowie Durchführung der Jugendarbeit gilt die Satzung der GdS-Jugend.